# Indigofera bungeana
Indigofera bungeana är en ärtväxtart som beskrevs av Wilhelm Gerhard Walpers. Indigofera bungeana ingår i släktet indigosläktet, och familjen ärtväxter. Inga underarter finns listade i Catalogue of Life.